# Michael Schwab-Trapp
Michael Schwab-Trapp (* 1957; † 14. Dezember 2004) war ein deutscher Soziologe.

## Leben
Nach dem Diplom als Soziologe 1990 an der Universität Duisburg arbeitete er am Forschungsprojekt von Thomas Aage Herz NS-Konflikte seit 1945 an der Universität Siegen. Nach der Promotion 1994 und der Habilitation in Siegen lehrte er dort als Privatdozent.

## Schriften (Auswahl)
- Konflikt, Kultur und Interpretation. Eine Diskursanalyse des öffentlichen Umgangs mit dem Nationalsozialismus. Opladen 1996, ISBN 3-531-12842-6.
- als Herausgeber mit Thomas Herz: Umkämpfte Vergangenheit. Diskurse über den Nationalsozialismus seit 1945. Opladen 1997, ISBN 3-531-13037-4.
- als Herausgeber mit Sighard Neckel: Ordnungen der Gewalt. Beiträge zu einer politischen Soziologie der Gewalt und des Krieges. Opladen 1999, ISBN 3-8100-2306-X.
- Kriegsdiskurse. Die politische Kultur des Krieges im Wandel 1991–1999. Leverkusen 2002, ISBN 3-8100-3386-3.
- Kampf dem Terror. Vom Anschlag auf das World Trade Center bis zum Beginn des Irakkrieges. Eine empirische Studie über die politische Kultur Deutschlands im zweiten Jahrzehnt nach der Wiedervereinigung. Mit einem Nachwort von Trutz von Trotha. Köln 2007, ISBN 3-89645-727-6.